# (29450) Tomohiroohno
(29450) Tomohiroohno est un astéroïde de la ceinture principale.

## Description
(29450) Tomohiroohno est un astéroïde de la ceinture principale. Il fut découvert le 28 août 1997 à Nanyo par Tomimaru Okuni. Il présente une orbite caractérisée par un demi-grand axe de 2,32 UA, une excentricité de 0,07 et une inclinaison de 4,0° par rapport à l'écliptique.

## Compléments